# Hilarographa meekana
Hilarographa meekana is een vlinder uit de familie bladrollers (Tortricidae). De wetenschappelijke naam van de soort is voor het eerst geldig gepubliceerd in 2009 door Józef Razowski.

## Type
- holotype: "female, 7-20.XI.1894. leg. Meek. genitalia slide no. 31834"
- instituut: BMNH. Londen, Engeland
- typelocatie: "Papua New Guinea, Fergusson Id. d’Entrecasteaux Is."